# Apuckshunubbee
Apuckshunubbee (ca. 1740–18 d'octubre de 1824) fou un dels tres principals caps de la tribu ameríndia dels choctaws a principis del segle xix, des d'abans de 1800. Era cap del Districte Occidental o Okla Falaya (Gent Alta), en l'actual Mississipi. També hi havia els districtes oriental i meridional.
A principis de 1800, Apuckshunubbee i els altres dos caps de divisió van signar diversos tractats amb els Estats Units, cedint terres als colons amb l'esperança de posar fi a la seva invasió de territori choctaw. En el seu camí a Washington, DC en 1824 amb els altres dos caps de divisió i una delegació choctaw per reunir-se amb funcionaris dels Estats Units, Apukshunubbee va patir una caiguda i va morir. El seu nom també s'escriu com Apvkshvnvbbee, Apυkshυnυbbee, Puckshenubbee, Pukshunnubbu i Pukshunnubbee.

## Primers anys de vida
Apuckshunubbee va néixer probablement en una família d'alt estatus i Clan; els choctaws tenien un sistema de la propietat i lideratge hereditari matrilineal. Els nens pertanyien al clan de la seva mare, i els seus germans (oncles) haurien estat més important per la seva educació que el seu pare biològic, que pertanyia a un clan diferent.
Va ser descrit com "un home gran, alt i ossut, amb una mirada cap avall, i era de mentalitat supersticiosa i religiosa."

## Tractats amb el govern dels Estats Units
Apuckshunubbee era un dels tres caps de divisió entre el choctaws de Mississipi en 1801. Va representar a la divisió occidental del poble, coneguda com a clan Okla Falaya  (persones altes), situat a l'oest de Mississipi.
Com a líder, va signar nombrosos tractats en nom del choctaws amb el govern dels Estats Units, incloent el Tractat de Mount Dexter, Tractat de Fort St. Stephens i la Tractat de Doak's Stand. Amb aquestes cessions de terres els choctaws esperaven posar fi a la invasió euroamericana a les seves terres, però seguien arribant nous colons i entrant en el seu territori. El govern dels Estats Units no va fer complir les disposicions dels tractats.
Tenia prop de 80 anys quan va fer el viatge en 1824 amb els altres caps principals, Mushulatubbee i Pushmataha, per protestar de les violacions fetes pels colons del Tractat de Doak's Stand. La delegació choctaw també era formada per Talking Warrior, Red Fort, Nittahkachee, el coronel Robert Cole i David Folsom, tant Choctaws com mestissos; Capità Daniel McCurtain, i el Major John Pitchlynn, intèrpret dels Estats Units.
Apuckshunubbee, Pushmataha, i Mushulatubbee, els principals líders choctaws, van anar a la ciutat de Washington (el nom del segle xix per a Washington, DC) per discutir l'assentament usurpador pels euroamericans en la seva terres. Buscaven l'expulsió de colons o bé una compensació econòmica per part del govern. Els choctaws planejaven viatjar pel Natchez Trace a Nashville (Tennessee), després a Lexington (Kentucky), cap a Maysville (Kentucky), a través del riu Ohio cap al nord a Chillicothe (Ohio), (antiga vila principal dels shawnee), i finalment cap a l'est per la "Carretera Nacional" a la ciutat de Washington.

## Mort
Segons els informes Apuckshunubbee va morir a Maysville (Kentucky) de trencar-se el coll per una caiguda del balcó d'un hotel. Altres historiadors diuen que va caure d'un penya-segat. El 1939 Peter James Hudson va escriure que "li va dir un choctaw de Mississipi que el cos d'Apvckshvnvbbee va ser portat de tornada a Mississipi i enterrat a la seva terra natal".
| «                                        | "Segons s'informa al Maysville Eagle, Apuckshunnubbe, el gran Cap Medalla, després de sopar amb el capità Langhorne el darrer dimecres, cap el vespre va intentar passejar pel riu, es va perdre, es va precipitar sobre el pilar de la carretera i va rebre greus contusions al cap i altres ferides, com per no tenir esperança de recuperació. Es va quedar fins a la nit de divendres, en condició perfectament inconscient, quan la seva ànima volà a la presència del Gran Esperit." | » |
| — Earl White- Choctaw Nation of Oklahoma | |   |

La mort d'Apuckshunubbee, juntament amb la de Pushmataha a Washington, DC de crup, significà la major pèrdua de líders experimentats entre les tres divisions, que cada un havia dirigit des del voltant de 1800. El seu successor fou Robert Cole.
El choctaws es van adonar que l'elecció d'Andrew Jackson com a president el 1828 significava que la pressió pel trasllat no cediria. Van seguir a adoptar certes pràctiques d'assimilació i els líders van acordar que no podien assumir la resistència militar.
Al març 1830 els tres caps de divisió renunciaren i el Consell Nacional escollí Greenwood Leflore, excap del districte occidental, com l'únic cap principal dels Choctaws, en lloc de tres, per liderar les negociacions amb el govern. Choctaw influent i ric, era bilingüe, educat en les formes americanes, i d'ascendència parcialment europea. Creia que la deportació era inevitable, però va treballar per obtenir les millors terres i garantir els drets dels choctaw.
Primer va redactar un tractat per a la deportació, per obtenir les millors condicions, i el va enviar a Washington. Funcionaris de Washington el van rebre amb fredor i van insistir en una altra negociació. Leflore va portar altres caps en la signatura del Tractat de Dancing Rabbit Creek, pel qual es van cedir la resta de la seva terra a Mississipi i Alabama. Per aquest temps, Leflore treballava per obtenir les millors condicions per al seu poble. Va obtenir la reserva més gran de terra fèrtil en territori indi, i una disposició per permetre als choctaw que es quedessin a Mississipi com a ciutadans nord-americans en terres reservades. (El govern dels Estats Units no va complir amb la disposició de la terra.) En 1831 la major part dels choctaw començar una posada en escena, el trasllat durant tres anys a Territori Indi (després inclòs en el territori d'Oklahoma com a estat.) 